# Rodney Eastman
Rodney Eastman (Montréal, 20 luglio 1967) è un attore canadese.
È anche musicista in una band chiamata "King Straggler", nella quale suonano anche gli attori John Hawkes e Brent Gore. 

## Biografia e carriera
Eastman ha recitato in diversi film, ma il più celebre ruolo da lui interpretato è quello di Joey Crusel nei film horror Nightmare 3 - I guerrieri del sogno e Nightmare 4 - Il non risveglio. Ha recitato anche in Arma mortale, L'impero del crimine, The Opposite of Sex e Knight to F4.
Eastman ha anche lavorato come attore in serie televisive, tra cui Autostop per il cielo, Baby Sitter, Melrose Place, CSI, Babylon 5), Millennium, The Protector, Renegade, ER e I viaggiatori. Ha anche interpretato il ruolo di Lee Sekelling in The Mentalist.

### Vita privata
Il 3 giugno 1991 ha sposato l'attrice Inger Lorre, dalla quale si è separato il 13 settembre 1993.

## Filmografia

### Cinema
- Supermarket horror (Chopping Mall), regia di Jim Wynorski (1986) Non accreditato
- Nightmare 3 - I guerrieri del sogno (A Nightmare on Elm Street 3: Dream Warriors), regia di Chuck Russell (1987)
- Nightmare 4 - Il non risveglio (A Nightmare on Elm Street 4: The Dream Master), regia di Renny Harlin (1988)
- Beverly Hills Bodysnatchers, regia di Jonathan Mostow (1989)
- Arma mortale (Deadly Weapon), regia di Michael Miner (1989)
- L'impero del crimine (Mobsters), regia di Michael Karbelnikoff (1991)
- Occhi per sentire (Hear No Evil), regia di Robert Greenwald (1993) Non accreditato
- Una sporca missione (Dead Men Can't Dance), regia di Steve Anderson e Hubert de La Bouillerie (non accreditato) (1997)
- The Opposite of Sex - L'esatto contrario del sesso (The Opposite of Sex), regia di Don Roos (1997)
- Clubland, regia di Mary Lambert (1999)
- Atti di violenza (Random Acts of Violence), regia di Drew Bell e Jefferson Keith Langley (1999)
- Blue Ridge Fall, regia di James Rowe (1999)
- The Dancer, regia di Frédéric Garson (2000)
- Sand, regia di Matt Palmieri (2000)
- Crime Shades (The Caveman's Valentine), regia di Kasi Lemmons (2001)
- Impatto criminale (Con Express), regia di Terry Cunningham (2002) Uscito in home video
- Sawtooth, regia di Andreas Kidess (2004)
- Fix, regia di Tao Ruspoli (2008)
- Rule of Three, regia di Eric Shapiro (2008)
- The Resurrection of Officer Rollins, regia di Nathan 'Karma' Cox - cortometraggio (2009)
- Spork, regia di J.B. Ghuman Jr. (2010)
- I Spit on Your Grave, regia di Steven R. Monroe (2010)
- Sheeps and Wolves, regia di Jamie Yukich - cortometraggio (2010)
- Janie Jones, regia di David M. Rosenthal (2010)
- The Black Belle, regia di Brian McGuire (2010)
- Extracted, regia di Nir Paniry (2012)
- The Burden of the Shepherd, regia di Ryan Michael - cortometraggio (2013)
- Camouflage, regia di Kyle T. Cowan (2014)
- Foreign Land, regia di Rafi Girgis (2016)
- Hoax, regia di Eric Shapiro - cortometraggio (2016)
- Sable, regia di Michael Matteo Rossi (2017)
- Getting the Kinks Out, regia di Michael Charles Lopez (2019)

### Televisione
- CBS Schoolbreak Special – serie TV, 1 episodio (1986) Non accreditato
- Autostop per il cielo (Highway to Heaven) – serie TV, 1 episodio (1987)
- Starman – serie TV, 1 episodio (1987)
- Angeli inquieti (Broken Angel), regia di Richard T. Heffron – film TV (1988)
- The Bronx Zoo – serie TV, 1 episodio (1988)
- Casalingo Superpiù (Who's the Boss?) – serie TV, 1 episodio (1988)
- TV 101 – serie TV, 1 episodio (1989)
- CBS Summer Playhouse – serie TV, 1 episodio (1989)
- Delitto al Central Park (The Preppie Murder), regia di John Herzfeld – film TV (1989)
- Due come noi (Jake and the Fatman) – serie TV, 1 episodio (1989)
- Baby Sitter (Charles in Charge) – serie TV, 2 episodi (1989-1990)
- Baywatch – serie TV, 1 episodio (1990)
- Against the Law – serie TV, 1 episodio (1990)
- Hull High – serie TV, 2 episodi (1990)
- Il mistero di Black Angel (Flight of Black Angel), regia di Jonathan Mostow – film TV (1991)
- Parker Lewis (Parker Lewis Can't Lose) – serie TV, 1 episodio (1991)
- FBI: The Untold Stories – serie TV, 1 episodio (1993)
- Indagini pericolose (Bodies of Evidence) – serie TV, 1 episodio (1993)
- Un detective in corsia (Diagnosis: Murder) – serie TV, 2 episodi (1993-1995)
- Babylon 5 – serie TV, 1 episodio (1994)
- Il tocco di un angelo (Touched by an Angel) – serie TV, 1 episodio (1994)
- La signora in giallo (Murder, She Wrote) – serie TV, episodio 11x07 (1994)
- University Hospital – serie TV, 1 episodio (1995)
- Cybill – serie TV, 1 episodio (1995)
- E.R. - Medici in prima linea (ER) – serie TV, 1 episodio (1996)
- L'amore acerbo (No One Would Tell), regia di Noel Nosseck – film TV (1996)
- Renegade – serie TV, 1 episodio (1996)
- I viaggiatori (Sliders) – serie TV, 1 episodio (1996)
- Dangerous Minds – serie TV, 1 episodio (1996)
- Millennium – serie TV, 1 episodio (1997)
- Nash Bridges – serie TV, 1 episodio (1997)
- The Wonderful World of Disney – serie TV, 1 episodio (1998)
- Cinque in famiglia (Party of Five) – serie TV, 1 episodio (1998)
- Melrose Place – serie TV, 4 episodi (1999)
- NYPD - New York Police Department (NYPD Blue) – serie TV, 1 episodio (2000)
- The Huntress – serie TV, 1 episodio (2000)
- X-Files (The X-Files) – serie TV, 1 episodio (2000)
- The Beast – serie TV, 1 episodio (2001)
- Dead Last – serie TV, 1 episodio (2001)
- Codice Matrix (Threat Matrix) – serie TV, 2 episodi (2003)
- Touching Evil – serie TV, 1 episodio (2004)
- CSI: NY – serie TV, 1 episodio (2006)
- Cold Case - Delitti irrisolti (Cold Case) – serie TV, episodio 3x21 (2006)
- Shark - Giustizia a tutti i costi (Shark) – serie TV, 1 episodio (2006)
- Crossing Jordan – serie TV, 1 episodio (2007)
- Saving Grace – serie TV, 1 episodio (2007)
- I signori del rum (Cane) – serie TV, 2 episodi (2007)
- Criminal Minds – serie TV, 1 episodio (2007)
- Senza traccia (Without a Trace) – serie TV, 1 episodio (2009)
- The Mentalist – serie TV, 1 episodio (2009)
- Detective Monk (Monk) – serie TV, episodio 8x12 (2009)
- Rizzoli & Isles – serie TV, episodio 1x04 (2010)
- I signori della fuga (Breakout Kings) – serie TV, 1 episodio (2011)
- The Protector – serie TV, 1 episodio (2011)
- Bones – serie TV, 1 episodio (2011)
- NCIS - Unità anticrimine (NCIS) – serie TV, episodio 11x08 (2013)
- Longmire – serie TV, 1 episodio (2014)
- CSI - Scena del crimine (CSI: Crime Scene Investigation) – serie TV, 2 episodi (2001-2015)
- Ambient, regia di Gabe Michael – miniserie TV (2015)
- NCIS: Los Angeles – serie TV, 1 episodio (2015)

## Doppiatori italiani
Nelle versioni in italiano delle opere in cui ha recitato, Rodney Eastman è stato doppiato da:
- Vittorio De Angelis in Nightmare 3 - I guerrieri del sogno
- Luigi Ferraro in Nightmare 4 - Il non risveglio
- Riccardo Niseem Onorato in Millennium
- Emiliano Coltorti in X-Files
- Giorgio Borghetti in CSI - Scena del crimine (ep. 2x10)
- Roberto Certomà in CSI: NY
- Alessandro Messina in CSI - Scena del crimine (ep. 15x14)
- David Chevalier in Cold Case - Delitti irrisolti
- Francesco Meoni in The Mentalist
- Alberto Bognanni in Detective Monk
- Francesco Bulckaen in Criminal Minds
- Gabriele Lopez in Bones
- Gabriele Sabatini in NCIS - Unità anticrimine
- Christian Iansante in NCIS: Los Angeles

## Riconoscimenti
- 1989 – Young Artist Awards
  - Nomination Miglior giovane attore in un film horror per Nightmare 4 - Il non risveglio

- 1990 – Saturn Award
  - Nomination Miglior attore emergente per Arma mortale